# Mit Gharita
Mit Gharita – miejscowość w Egipcie, w muhafazie Ad-Dakahlijja. W 2006 roku liczyła 7486 mieszkańców.